# Васиньчук, Павел Климентьевич
Павел Климентьевич Васиньчук (2 августа 1893, Хелм — 5 мая 1944, Хелм) — украинский политический деятель. Член Украинской Центральной рады, юрист, экономист.

## Биография
Выходец из семьи горожан-земледельцев. Окончил факультет права и экономики Киевского университета.
После Февральской революции и свержения царского режима в 1917 году участвовал в организации органов управления Украинской Центральной рады в Киеве, работал в Министерстве снабжения Украинской Народной Республики.
В 1918 году стал чрезвычайным полномочным представителем правительства при Межгосударственной комиссии по репатриации в Ковеле. В 1919 году, когда город был оккупирован польской армией, был арестован, провел несколько месяцев в тюрьме и после освобождения вернулся в Хелм.
В 1920 году он начал издавать еженедельник «Nasz yttia».
Один из основателей польского политического Блока национальных меньшинств накануне выборов в Сейм и Сенат 1922 года. Из списка блока он получил депутатское кресло в округе № 26. Соучредитель Украинского социалистического союза (Сель-Союз).
В декабре 1924 году был лишен мандата по обвинению в антигосударственной деятельности.
В октябре 1926 года на короткое время присоединился к Сель-Робу. В отличие от большинства активистов, которые сблизили организацию с Коммунистической партией Западной Украины (КПЗУ), он занял антисоветскую позицию.
Некоторое время был председателем районного комитета Сель-Роба в Хелме. Однако был исключен из организации решением ЦК партии.
На парламентских выборах 1928 года он вновь вошел в Сейм из государственного списка Блока национальных меньшинств. Член Украинско-Белорусского сеймского клуба.
После роспуска Сейма и Сената в 1930 году он был активен в украинских общественных организациях.
В 1944 году был представителем правительства Украинской Народной Республики в изгнании в Хелме.
Убит польским боевиком в 1944 году.